# Альфред Шанц
Альфред Шанц (нім. Alfred Schanz, 22 листопада 1868, Ельсніц — 17 листопада 1931, Дрезден) — німецький ортопед.

## Біографія
Після закінчення середньої школи в Плауені Шанц навчався в Лейпцизькому університеті, Університеті Крістіана-Альбрехта в Кілі та Єнському університеті. У Єні в 1892 році він отримав докторський ступінь. Ортопедичне навчання Шанц пройшов в Альберта Гоффи у Вюрцбурзі.
У 1897 році відкрив медичну практику в Дрездені; уже в 1899 році він повідомляв про перші 1000 пацієнтів, а в 1900 — про відкриття приватної клініки. Він займався складними проблемами вродженого вивиху стегна, coxa vara, сколіозу та спондиліту.
У 1901 році був одним із засновників Німецького товариства ортопедів.
Під час Першої світової війни допомагав травмованим військовим з протезами. У 1918 році він написав некролог Фрідріху Гессінгу, основоположнику ортопедичної механіки.
Помер незадовго до свого 63-річчя.

## Праці
- Über die Bedeutung von Massage und Heilgymnastik in der Skoliosentherapie / Про значення масажу і лікувальної гімнастики в терапії сколіозу. Breitkopf & Härtel 1901.
- Die statischen Belastungsdeformitäten der Wirbelsäule, mit besonderer Berücksichtigung der kindlichen Skoliose / Статичні стресові деформації хребта, з особливим акцентом на дитячий сколіоз. Енке, Штутгарт 1904.
- Fuss und Schuh – eine Abhandlung für Aerzte, Schuhmacher und Fussleidende / Нога і взуття — трактат для лікарів, шевців і хворих на ноги. Енке, Штутгарт 1905.
- Ueber Resultate und Indikationen des Skoliosenredressements / Про результати та показання до лікування сколіозу. Відень 1906 рік.
- Handbuch der orthopädischen Technik für Aerzte und Bandagisten / Посібник з ортопедичної техніки для лікарів і бандажистів. Єна 1908 рік.
- Über Krüppelnot und Krüppelhilfe, mit besonderer Berücksichtigung der Verhältnisse im Königreich Sachsen / Про страждання калік і допомогу калікам, зокрема в умовах королівства Саксонія . Дрезден 1908 рік.
- Das militärische Heilverfahren einschließlich Beschaffung von Prothesen und Arbeitsbehelfen / Військово-медична процедура закупівлі протезів та робочих засобів. Teubner, Дрезден 1916.
- Kranke Füsse, gesunde Stiefel / Хворі ноги, здорові чоботи. Енке, Штутгарт 1916.
- Die Leistungsfähigkeit künstlicher Glieder / Виконання протезів. Енке, Штутгарт 1916.
- Die Zukunft unserer kriegsverletzten Arbeiter / Майбутнє наших поранених на війні робітників. Teubner, Дрезден 1917.
- Die Lehre von den statischen Insuffizienz-Erkrankungen; mit besonderer Berücksichtigung der insufficientia vertebrae / Вчення про хвороби статичної недостатності; з особливим акцентом на insufficientia vertebrae. Енке, Штутгарт 1921.
- Handbuch der orthopädischen Technik, für Ärzte und Bandagisten. Mit 1545 Abbildungen / Посібник з ортопедичної техніки для лікарів і бандажистів. З 1545 ілюстраціями. Густав Фішер, Єна 1923.
- Praktische Orthopädie / Практична ортопедія . Шпрінгер, Берлін 1928.
- Der Bauch als Hilfstragorgan der Wirbelsäule / Живіт як допоміжний орган хребта. Шпрінгер, Берлін 1931.
- Deformitäten im Bereich des Kniegelenkes mit Einschluss der Verkrümmungen des Ober- und Unterschenkels / Деформації колінного суглоба, включаючи викривлення верхньої та нижньої частини гомілки // Georg Joachimsthal: Handbuch der orthopädischen Karriere, том 2, стор 457—580.